# Graffiti ‐鶴久政治ベスト‐
『Graffiti ‐鶴久政治ベスト‐』（グラフィティ つるくまさはるベスト）は、鶴久政治2枚目のベスト・アルバム。2016年3月31日にポニーキャニオンよりリリース。

## 解説
ポニーキャニオン在籍時にリリースされた全作品から鶴久が自ら選曲した30曲と、2010年、配信限定でリリースされた『結風 むすぶ風～あなたへ～』をボーナス・トラックで収録。通販専用商品／ポニーキャニオンショッピングクラブのみ取扱作品。

## 収録曲
全曲　作曲：鶴久政治（特記以外）

### Disc.1
1. 貴方次第
  - 作詞：川村真澄
2. Keep On Rolling
  - 作詞：売野雅勇
3. Winter Shadow
  - 作詞：売野雅勇
4. 暴れる女神
  - 作詞：売野雅勇
5. 渚のラジオ
  - 作詞：売野雅勇
6. I LOVE YOUは今さら言えない
  - 作詞：秋元康
7. 夕暮れ時は一人でいたい
  - 作詞：秋元康
8. Angel Eyes
  - 作詞：麻生圭子
9. Girl
  - 作詞：川村真澄
10. 恋におぼれて
  - 作詞：川村真澄
11. A Story
  - 作詞：麻生圭子
12. サドルシューズの砂
  - 作詞：川村真澄
13. キスして逃げろ
  - 作詞：川村真澄
14. White Birthday
  - 作詞：麻生圭子
15. Love Love Love
  - 作詞：川村真澄
16. 明日に向かって走れ
  - 作詞：川村真澄

### Disc.2
1. 君に逢いたかった
  - 作詞：秋元康
2. いい人でいられない (MASARINA)
  - 作詞：秋元康／作曲：後藤次利
3. 君にアンコール (MASARINA)
  - 作詞：秋元康／作曲：後藤次利
4. Song For You (MASARINA)
  - 作詞：秋元康／作曲：鈴木キサブロー
5. あの夏の笑顔に
  - 作詞：秋谷銀四郎
6. 涙が眠る場所
  - 作詞：川村真澄
7. 君がいる青空
  - 作詞：秋谷銀四郎
8. 時の止まった桟橋で
  - 作詞：秋谷銀四郎
9. Bye Bye Bye
  - 作詞：秋谷銀四郎
10. 真夜中のレインボー
  - 作詞：川村真澄
11. Sunshine
  - 作詞：秋谷銀四郎
12. 真夜中すぎのLonely Live
  - 作詞：秋谷銀四郎
13. きみがいるから
  - 作詞：夏野芹子
14. 窓のスキマ
  - 作詞：川村真澄
15. 結風 むすぶ風〜あなたへ〜
  - 作詞：鶴久政治